# کژچکووو-شپیلاکی
کژچکووو-شپیلاکی (به لهستانی:  Krzeczkowo-Szepielaki) یک روستا در لهستان است که در گمینا چژو واقع شده‌است.